# Кобичев Владислав Валерійович
Владислав Валерійович Кобичев (1 лютого 1967 р., м. Онега (місто), РСФРР) — фізик. Кандидат фізико-математичних наук (1998), завідувач відділу фізики лептонів Інституту ядерних досліджень НАН України, лауреат премії К.Д. Синельникова Національної академії наук України (2006), лауреат Державної премії України в галузі науки і техніки (2016).  Спеціаліст в галузі фізики атомного ядра, астрофізики та неприскорювальної фізики елементарних частинок, автор близько 370 статей, перерахованих у бібліографічній базі даних Scopus, з h-індексом = 57. 

## Вибрані праці
- F.A. Danevich et al., Search for 2β decay of cadmium and tungsten isotopes: Final results of the Solotvina experiment // Phys. Rev. C 68 (2003) 035501.

- G. Bellini et al., Neutrinos from the primary proton-proton fusion process in the Sun // Nature 512 (2014) 383.

- M. Agostini et al., Comprehensive measurement of pp-chain solar neutrinos // Nature 562 (2018) 505.

- M. Agostini et al., Experimental evidence of neutrinos produced in the CNO fusion cycle in the Sun // Nature 587 (2020) 577.